# Edisons 1988
De Edisons 1988 werden op 4 april 1988 uitgereikt. Dit gebeurde in een bijzondere tv-uitzending ter gelegenheid van de opening van Nederland 3, het derde tv-net. Deze zender zou in het teken staan van kunst, cultuur en sport en het leek de NOS een goed idee om tijdens de openingsdag programma's uit te zenden die een goed beeld zouden geven van wat de kijker op het nieuwe net kon verwachten.
In één avond werden drie belangrijke culturele prijzen bekendgemaakt. Naast de Edisons waren dat de Woutertje Pieterse Prijs voor het beste jeugdboek en de Eurovisie wedstrijd voor jonge musici. De tv-avond werd afgesloten met een popconcert waarin een aantal Edison-winnaars (waaronder The Nits en Omar & The Howlers) optraden.
Beide Edison-programma's werden gepresenteerd door Frits Spits, die later een eigen programma op Nederland 3 zou krijgen. Het was zijn eerste grote klus op televisie nadat hij al sinds begin jaren 70 op de radio actief was geweest.
Enkele Edisons werden bekendgemaakt en uitgereikt door Elco Brinkman, die als minister van WVC verantwoordelijk was geweest voor de oprichting van Nederland 3.
Herman van Veen kreeg voor Carré V - De Zaal Is Er zijn zesde Edison sinds 1970. Hij was daarmee de eerste artiest die zoveel Edisons had gekregen (inmiddels is dat aantal door verschillende artiesten overtroffen).
Er was een postume Edison voor Rogier van Otterloo, de dirigent van het Metropole Orkest die eerder dat jaar was overleden.

## Winnaars
Internationaal
- Vocaal: Barbra Streisand voor One Voice
- Musical/Film: Andrew Lloyd Webber voor The Phantom of the Opera
- Jazz: Paquito d'Rivera voor Manhattan Burn
- Pop: Terence Trent d'Arby voor Introducing the Hardline According to Terence Trent d'Arby
- Pop (Funk/Jazz-Fusion): Trouble Funk voor Trouble Over Here
- Pop (Hardrock/Metal): Whitesnake voor 1987
- Pop (R&B/Disco/Dance): Omar & the Howlers voor Hard Times in the Land of Plenty
- Pop (Rock/New Wave):  John Cougar Mellencamp voor The Lonesome Jubilee
- Singer/Songwriter: John Hiatt voor Bring The Family
- Country: Emmylou Harris, Dolly Parton & Linda Ronstadt voor Trio
- Extra: Tom Waits voor Frank's Wild Years
- Extra: Diverse uitvoerenden voor Poets in New York

Nationaal
- Pop: Nits voor In the Dutch Mountains
- Cabaret/Theater/Chanson: Herman van Veen voor De Zaal Is Er - Carré V
- Instrumentaal: Metropole Strings Orchestra voor My Romance
- Vocaal: Rita Reys & Louis van Dijk voor Two for Tea
- Volksrepertoire: Wim Kersten voor Iedere Avond Wordt Het Donker

1960 · 1961 · 1962 · 1963 · 1964 · 1965 · 1966 · 1967 · 1968 · 1969 · 1970 · 1971 · 1972 · 1973 · 1974 · 1975 · 1976 · 1977 · 1978 · 1979 · 1980 · 1981 · 1982 · 1983 · 1984 · 1985 · 1986 · 1987 · 1988 · 1989 · 1990 · 1991 · 1992 · 1993 · 1994 · 1995 · 1996 · 1997 · 1998 · 1999 · 2000 · 2001 · 2002 · 2003 · 2004 · 2005 · 2006 · 2007 · 2008 · 2009 · 2010 · 2011 · 2012 · 2013 · 2014 · 2015 · 2016 · 2017 · 2018 · 2019 · 2020 · 2021 · 2022 · 2023 · 2024